# Авотін Роберт Жанович
Роберт Жанович Авотін (25 березня 1928 — 21 травня 1997) — радянський художник-ілюстратор, автор ілюстрацій до фантастичних творів у видавництві «Молодая гвардия» та в журналі «Техника – молодежи» в 1950-х — 1990-х роках.

## Біографія
Розпочав трудову діяльність у 1943 році, працюючи слюсарем на електромеханічному ремонтному заводі. 1945 року екстерном закінчив школу-семирічку, потім навчався в Московському художньо-промисловому училищі ім. М. І. Калініна. Був розподілений у Горьківську область в артіль хохломського розпису, де став заввиробництвом. Пізніше закінчив Московський інститут прикладного та декоративного мистецтва та факультет монументального живопису Ленінградського художньо-промислового училища імені В. І. Мухіної. Барвисте панно «Килимарство», дипломна робота Авотіна, демонструвалося на Всесвітньому фестивалі молоді та студентів (1957) та на Всесоюзній художній виставці (1958).
У 1950-х років Авотін переключився переважно на ілюстрації науково-фантастичної та космічної тематики. У ці роки він розпочав співпрацю з журналом «Техника – молодежи», що тривала 40 років. Згодом Авотін також ілюстрував багато науково-фантастичних книг видавництва «Молодая гвардия». Працював і з іншими видавництвами, такими як «Просвещение». Працював і в інших жанрах, ілюструючи «Шерлока Холмса», книги казок, «Дитячу енциклопедію».

## Відгуки
Мій роман «Фонтани раю» перекладено багатьма мовами світу. Багато з цих видань ілюстровані. Але найбільше мені припали до душі ілюстрації Роберта Авотіна, опубліковані у вашому журналі. Вони здалися мені найбільш точними та достовірними.— Артур Кларк